# ذي قار (مسلسل)
مسلسل ذي قار هو مسلسل درامي، ملحمي، تاريخي، تشويقي من إنتاج المركز العربي للإنتاج الإعلامي - الأردن عام 2001، المنتج عدنان العوامله، المنتج التنفيذي طلال العوامله، من إخراج باسل الخطيب، كتابة جمال أبو حمدان.
مضمون المسلسل يعالج الأحداث المصاحبة لفترة معركة ذي قار ويصور احدي أهم المعارك المفصلية في تاريخ العرب.
حائز على الجائزة الفضية في مجال الدراما التاريخية في مهرجان الخليج الثامن للإذاعة والثلفزيون عام 2002.

## الملخص
أقدم النعمان بن المنذر اللخمي ملك الحيرة على قتل عدي بن زيد العبادي الشاعر، وكان عدي يعمل مترجماً لـكسرى، فاستدعى كسرى النعمان فخاف منه، فمضى سراً إلى ذي قار ونزل على هانئ بن مسعود سيد شيبان وبكر بن وائل وأودع عنده أمواله ونساءه ثم ذهب إلى كسرى فحبسه في خانقين ثم قتله. ونصب إياس بن قبيصة الطائي ملكاً على الحيرة، وأمره أن يبعث إليه بتركة النعمان وعائلته والدروع التي كانت لكسرى عنده، وكانت أربعة آلاف درع، فأرسل إياس إلى هانئ بن مسعود الشيباني أن يبعث بالأموال والنساء إليه، فأبى هانئ أن يسلم خفرته وأمانته.
يتناول العمل أول الانتصارات العربية على واحدة من الإمبراطوريتين الكبيرتين (الفرس والروم) اللتين كانتا تخضعانهم وتتحكمان بمصيرهم، إلا أن العرب بعد ذي قار استطاعوا امتلاك زمام الأمور. وعلى هذه الخلفية تدور أحداث الصراع بين مملكة الحيرة العربية وملكها النعمان بن المنذر وابنته هند في مواجهة تجبّر الإمبراطورية الفارسية وكسرى، ويجسد العمل تمسك العرب بقيم الأمانة المتمثلة في حفظ وديعة النعمان لدى بني شيبان وزعيمهم الفذ هانئ بن مسعود ولو أدى هذا التمسك إلى مواجهة أعتى القوى الطاغية التي هُزمت أمام الأمانة وإحساس الكرامة ونداء الوحدة.

## البطولة
- أسعد فضة في دور النعمان بن منذر.
- نورمان أسعد في دور هند بنت النعمان[2]
- منى واصف في دور الملكة المتجردة.
- زهير النوباني في دور كسرى.

بقية الممثلين
- عارف الطويل.
- ناصر عبد الرضا.
- ياسر المصري في دور عمرو بن ثعلبة السيار.
- سوسن ميخائيل.
- رشيد ملحس - ديما بياعة - وضاح حلوم - ليليا الأطرش - روعة ياسين - رنا الأبيض - رامز عطا الله - غزوان الصفدي.
- نجاح سفكوني.
- غسان مسعود.
- هشام هنيدي.

ضيوف العمل
- رضوان عقيلي
- مها المصري.
- عبدالكريم القواسمي.
- خضر بيضون.
- اسكندر عزيز.
- شفيقة الطل.
- بسام لطفي.

ضيوف الحلقات
- حمد عبد الرضا.
- وائل نجم.

## جوائز
حائز على الجائزة الفضية في مجال الدراما التاريخية في مهرجان الخليج الثامن للإذاعة والثلفزيون عام 2002.